# Международный день недоношенных детей
Международный день недоношенных детей (англ. World Prematurity Day) — отмечается ежегодно 17 ноября по всему миру, чтобы повысить осведомлённость о преждевременных родах и привлечь внимание к проблемам недоношенных детей и их семей.
Ежегодно на планете около 15 миллионов детей рождаются недоношенными, другими словами, в среднем это каждый 10-й ребёнок из рождающихся. По мнению экспертов, 39 стран с самым высоким уровнем доходов в мире могут сократить число детей, рождённых преждевременно, на 58 000 только за счёт проведения мероприятий по предотвращению преждевременных родов, что поможет сэкономить около 3,0 млрд долларов США.

## История и празднование
Более одного миллиона из этих детей умирают вскоре после рождения, а многие страдают от различных видов физической и неврологической инвалидности или испытывают проблемы в обучении. Дети, рождённые раньше срока, составляют самую большую группу больных детей. По статистике, преждевременные роды являются причиной почти половины всех случаев смерти новорождённых детей в мире.
Международный день недоношенных детей был учреждён в 2011 году Европейским Фондом по уходу за новорождённым детьми (European Foundation for the Care of Newborn Infants, EFCNI), организацией March of Dimes, международном фондом помощи странам Африки Little Big Souls, а также Национальным фондом мам недоношенных детей Австралии. С момента начала деятельности к международному празднику присоединились более 50 стран.
2008 — Первое заседание Европейской родительской организации, обеспокоенной проблемами невынашивания беременности, состоялось в 2008 году в Риме, Италия. Представители организации решили создать Международный день детей, рождённых раньше срока, для повышения осведомлённости о этой проблеме. 17 ноября было выбрано из-за основателя EFCNI, у которой 17 ноября 2008 года родилась здоровая дочь, после потери недоношенной тройни в декабре 2006 года.
2009 — Первый «Международный день повышения осведомлённости о недоношенности» отмечается EFCNI и её европейскими партнёрскими организациями.
2010 — Европейский Фонд по уходу за новорождёнными детьми (European Foundation for the Care of Newborn Infants, EFCNI), организация March of Dimes, международный фонд помощи странам Африки Little Big Souls, Национальный фонд мам недоношенных детей Австралии, все члены объединения Мир недоношенных детей присоединились к празднованию второго Международного дня повышения осведомлённости о недоношенности. День повышения осведомлённости о недоношенности таким образом вышел за пределы Европы.
2011 — Международный день повышения осведомлённости о недоношенности меняет своё название на Международный день недоношенных детей. В праздновании Международного дня по всему миру приняли участие родительские организаций, медицинские работники и заинтересованные лица.
2012 — Международный день недоношенных детей расширяет свои границы и многие страны предпринимают шаги дня снижения смертности среди недоношенных детей. В различных мероприятиях, привлекающих внимание общественности к проблеме преждевременных родов и информации о простом уходе, помогающем спасти многих недоношенных детей в таких странах, как Малави, Индия, Аргентина, Уганда и Индонезия. EFCNI возобновила акцию «Линия из носочков» (Socks Line). Плакат кампании гласил: «Один ребёнок из десяти по всему миру рождается преждевременно». Агитационные материалы были доступны на 26 европейских языках. Хештэг # WorldPrematurityDay оказался популярным на Twitter и в 17 ноября 2013 года упоминался 17 691 раз.